# Erich Bergen
Erich Bergen (New York, 31 dicembre 1985) è un attore, cantante e conduttore televisivo statunitense, meglio conosciuto per il ruolo di Bob Gaudio nel film musicale, drammatico e biografico Jersey Boys e per il ruolo di Blake Moran nella serie tv CBS Madam Secretary.
Ha frequentato il Stagedoor Manor Performing Arts Center nel Loch Sheldrake, New York per sette anni prima di studiare all'University of North Carolina School of the Arts. Ha inoltre partecipato in Gossip Girl, Desperate Housewives, Person of Interest e Franklin & Bash. Dal 2014 al 2019 Bergen è apparso nella serie televisiva Madam Secretary come Blake Moran, assistente personale di un fittizio Segretario di Stato Elizabeth McCord (interpretato da Téa Leoni).
Nel 2013, a Bergen è stato diagnosticato un tumore del testicolo ed è passato attraverso la chemioterapia.
Ha debuttato a Broadway nel giugno 2018 interpretando il Dr. Pomatter in Waitress. Dopo aver lasciato il cast nell'agosto 2018, Bergen è ritornato nella produzione Broadway sempre nei panni del Dr. Pomatter dal 4 giugno al 21 luglio 2019. Ha ripreso nuovamente la parte per un periodo limitato nel 2021 dopo la pandemia di COVID-19.

## Filmografia

### Televisione
- The Dana Carvey Show – serie TV, episodio 1x01 (1996) – non accreditato
- Gossip Girl – serie TV, 2 episodi (2009-2010)
- Desperate Housewives – serie TV, episodio 7x19 (2011)
- Person of Interest – serie TV, episodio 1x17 (2012)
- Franklin & Bash – serie TV, episodio 2x08 (2012)
- Childrens Hospital – serie TV, episodio 4x03 (2012)
- Joey Dakota – film TV, regia di Bert V. Royal (2012)
- Madam Secretary – serie TV, 120 episodi (2014-2019)
- Indoor Boys – serie TV, episodio 3x02 (2019)
- Bull – serie TV, 5 episodi (2021-2022)
- The Good Fight – serie TV, episodio 6x04 (2022)

### Cinema
- How Sweet It Is, regia di Brian Herzlinger (2013)
- Jersey Boys, regia di Clint Eastwood (2014)
- Humor Me, regia di Sam Hoffman (2017)

## Doppiatori italiani
- Dimitri Winter in Madam Secretary, Bull